# Романютин, Александр Иванович
Александр Иванович Романютин (1924—2006) — капитан Советской Армии, участник Великой Отечественной войны, Герой Советского Союза (1944).

## Биография
Родился 8 августа 1924 года в селе Георгиевка (ныне — Кордай Кордайского района Жамбылской области Казахстана). С 1930 года проживал в посёлке Кант Киргизской ССР, где окончил среднюю школу.
В сентябре 1942 года был призван на службу в Рабоче-крестьянскую Красную Армию. В 1943 году он окончил Харьковское артиллерийское училище. С июня этого же года — на фронтах Великой Отечественной войны.
К октябрю 1943 года младший лейтенант Александр Романютин командовал огневым взводом 342-го стрелкового полка 136-й стрелковой дивизии 38-й армии Воронежского фронта. Отличился во время битвы за Днепр. 15-17 октября 1943 года в боях на плацдарме на западном берегу Днепра в районе сёл Старые Петровцы и Новые Петровцы Вышгородского района Киевской области Украинской ССР взвод под командованием Александра Романютина отразил большое количество немецких контратак. Когда один из расчётов выбыл из строя, лично встал к орудию и огнём прямой наводкой уничтожил три вражеских орудия, а когда это орудие было уничтожено вражеским огнём, поднял своих товарищей в атаку, отбросив противника.
Представлен к награждению званием Героя Советского Союза за «мужество и героизм, проявленные при форсировании Днепра и удержании плацдарма на его правом берегу». Указом Президиума Верховного Совета СССР «О присвоении звания Героя Советского Союза офицерскому и сержантскому составу артиллерии Красной Армии» от 9 февраля 1944 года за «образцовое выполнение боевых заданий командования на фронте борьбы с немецкими захватчиками и проявленные при этом отвагу и геройство» был удостоен высокого звания Героя Советского Союза с вручением ордена Ленина и медали «Золотая Звезда» за номером 8291.
В 1948 году в звании капитана был уволен в запас. В 1953 году он окончил Ленинградский государственный университет. Проживал и работал сначала в Алма-Ате, затем в Киеве.
Умер 4 февраля 2006 года, похоронен на Берковецком кладбище Киева.
Был также награждён орденом Александра Невского, двумя орденами Отечественной войны 1-й степени, орденами Отечественной войны 2-й степени и Красной Звезды, рядом медалей.